# Cinema Royal (Amsterdam)

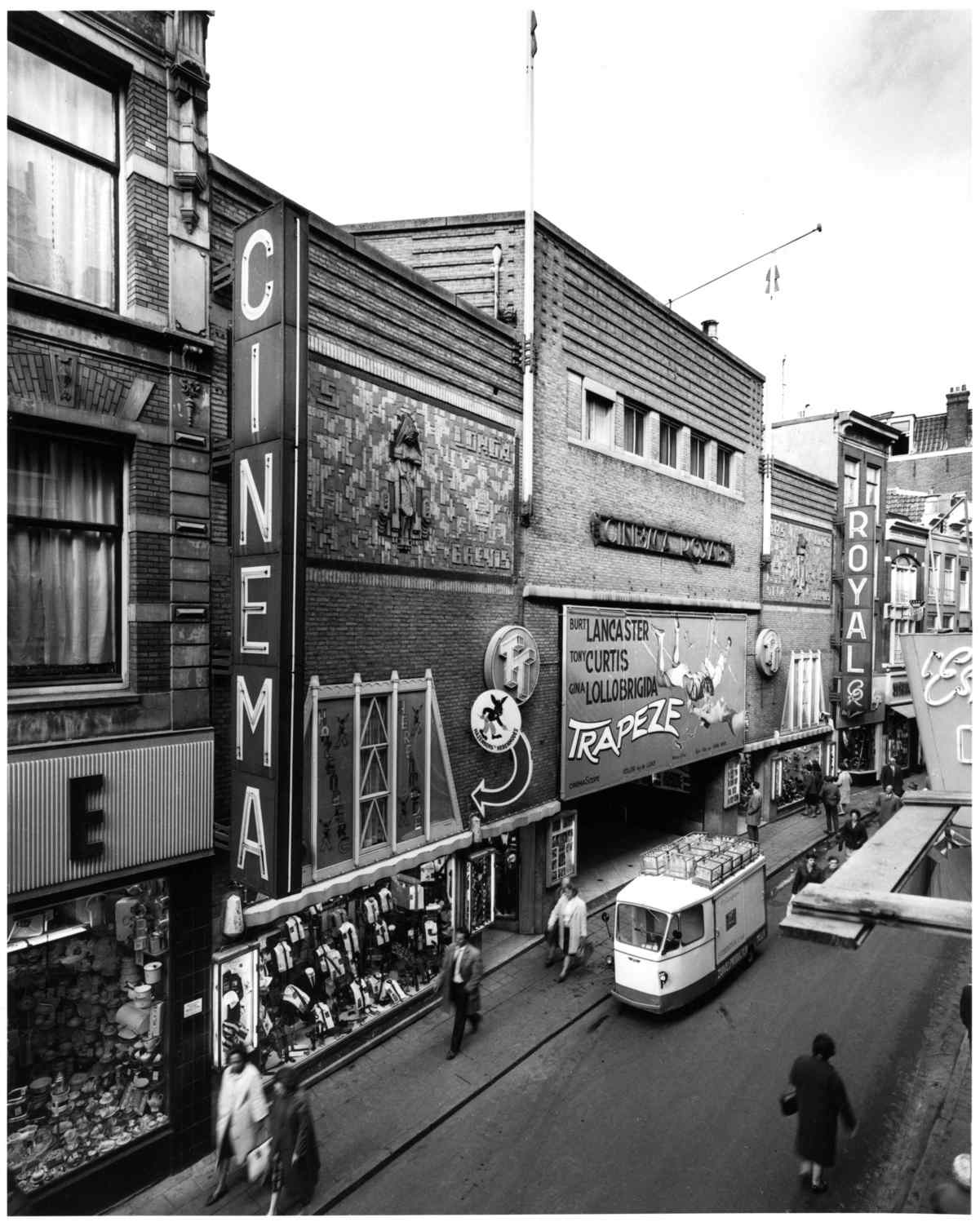
Cinema Royal in 1962

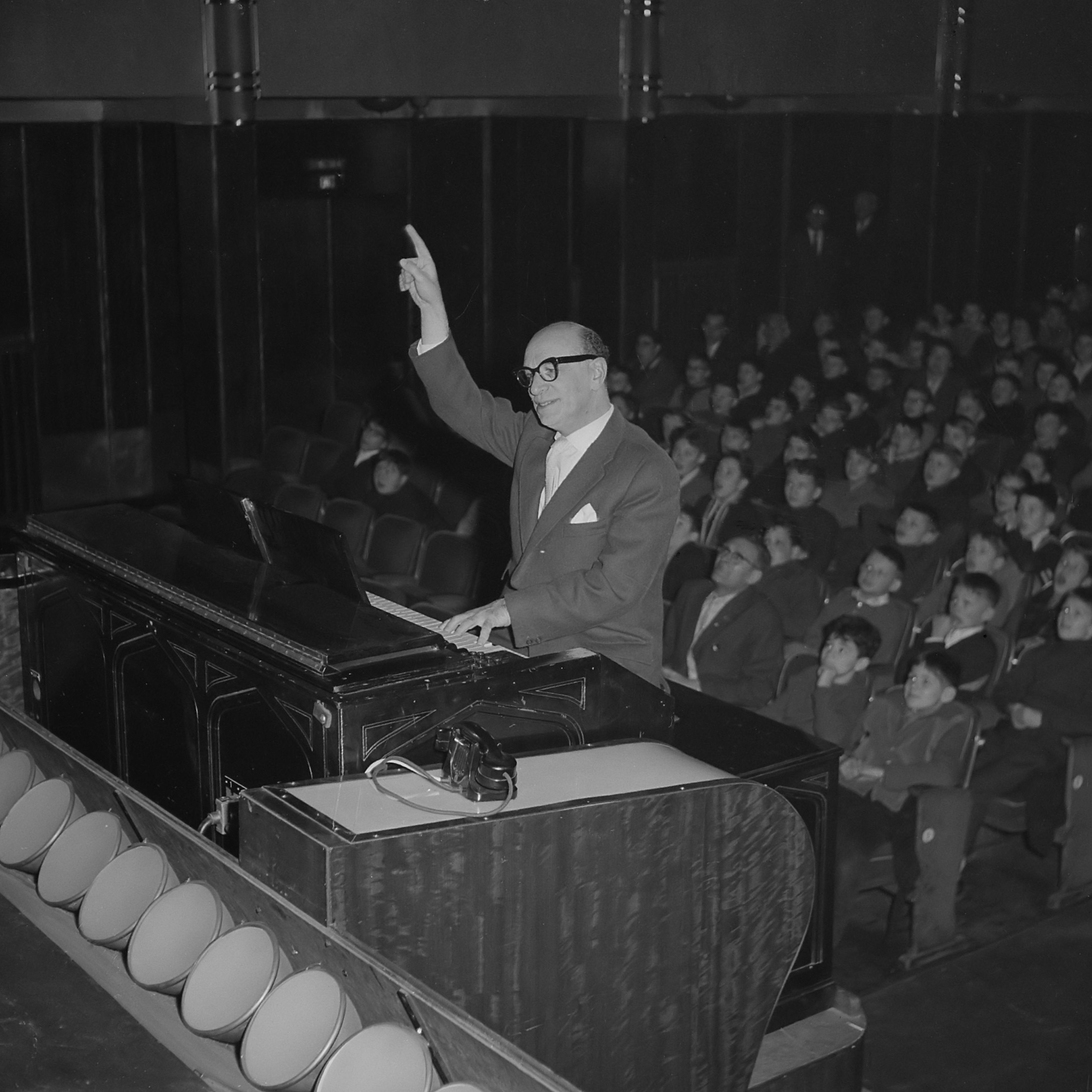
Bernard Drukker, dirigerend achter het orgel (1960)

Cinema Royal was een Amsterdamse bioscoop op de Nieuwendijk 154-156 met een achteruitgang aan de Nieuwe Nieuwstraat 10. Op 8 februari 1922 werd Cinema Royal geopend.
Het ontwerp was afkomstig van Harry Elte en Gerard F. Mastenbroek. De bioscoop werd gebouwd in 1921-1922 met voor die tijd veel zitplaatsen: 1400. De voorgevel bevatte siermetselwerk en glas-in-loodramen. Het interieur werd in 'oosterse stijl' aangekleed. De gevel was voor het grootste deel uit baksteen opgetrokken en sober gehouden, al waren er wel versieringen aangebracht. Ook de grote zaal kenmerkte zich door eenvoud en soberheid. Weekblad Het Leven schreef enthousiast: "Het balkon is als een schouwburg apart, een geweldig stuk ruimte. Fraaie elektrische kronen geven bij de pauze een voornaam, en toch rustig licht". De interieurinrichting was geleverd door De Bijenkorf. Mastenbroek zou later als zelfstandig architect nog de bioscopen Scala en Corso in Amsterdam ontwerpen. 
Jan Roosenkrans, operateur en later chef-operateur van Royal, had wel wat kritiek en memoreerde dat de vijf of zes palen in de grote zaal het zicht belemmerden. Het publiek liet zich er bij goede films zeker niet door weerhouden. Het Algemeen Handelsblad constateerde op 19 februari 1922 voldaan dat "alle malaise ten spijt, dit is een zaal geheel in bronstint gehouden". Cinema Royal richtte zich op de buurtbewoners, voornamelijk mensen uit de lagere inkomensgroepen, kleine middenstanders en arbeiders. Door de lage entreeprijzen konden velen het grote volkstheater bezoeken en waren de recettes hoog. De directeuren van Royal waren echte zakenlieden. Zo memoreerde directeur Nathan Bierman in een interview bij het twaalf en half jarig bestaan in september 1934 in Het Volk: "We hadden drie rangen -eerste, tweede, derde -maar als het liep dan maakten we alles eerste. Zaten ze van achter tot op de voorste rij allemaal eerste à tachtig cent. Kinderen? Twee op één stoel." In het theater werden in de pauze voorstellingen op het toneel gegeven van allerlei soorten artiesten, zoals jongleurs, acrobaten, zangers en complete orkesten. 
In 1926 kwam de organist Bernard Drukker bij Cinema Royal en bespeelde daar het concertorgel. Van 1925 tot 1932 begeleidde hij honderden films. Na de komst van de geluidsfilm bleef hij nog een paar jaar aan als begeleider van variétéartiesten, ook verzorgde hij het wekelijkse community-singing in het theater. Na een brand werd de bioscoop in 1978 afgebroken. Cinema Royal veranderde na de sloop in een marktvleeshal. Midden jaren negentig werd het gehele complex gesloopt; er kwam nieuwbouw.